# Kolínská tabule
Kolínská tabule je geomorfologický okrsek v jihovýchodní části Českobrodské tabule, ležící v okresech Kolín a Kutná Hora ve Středočeském kraji.

## Poloha a sídla

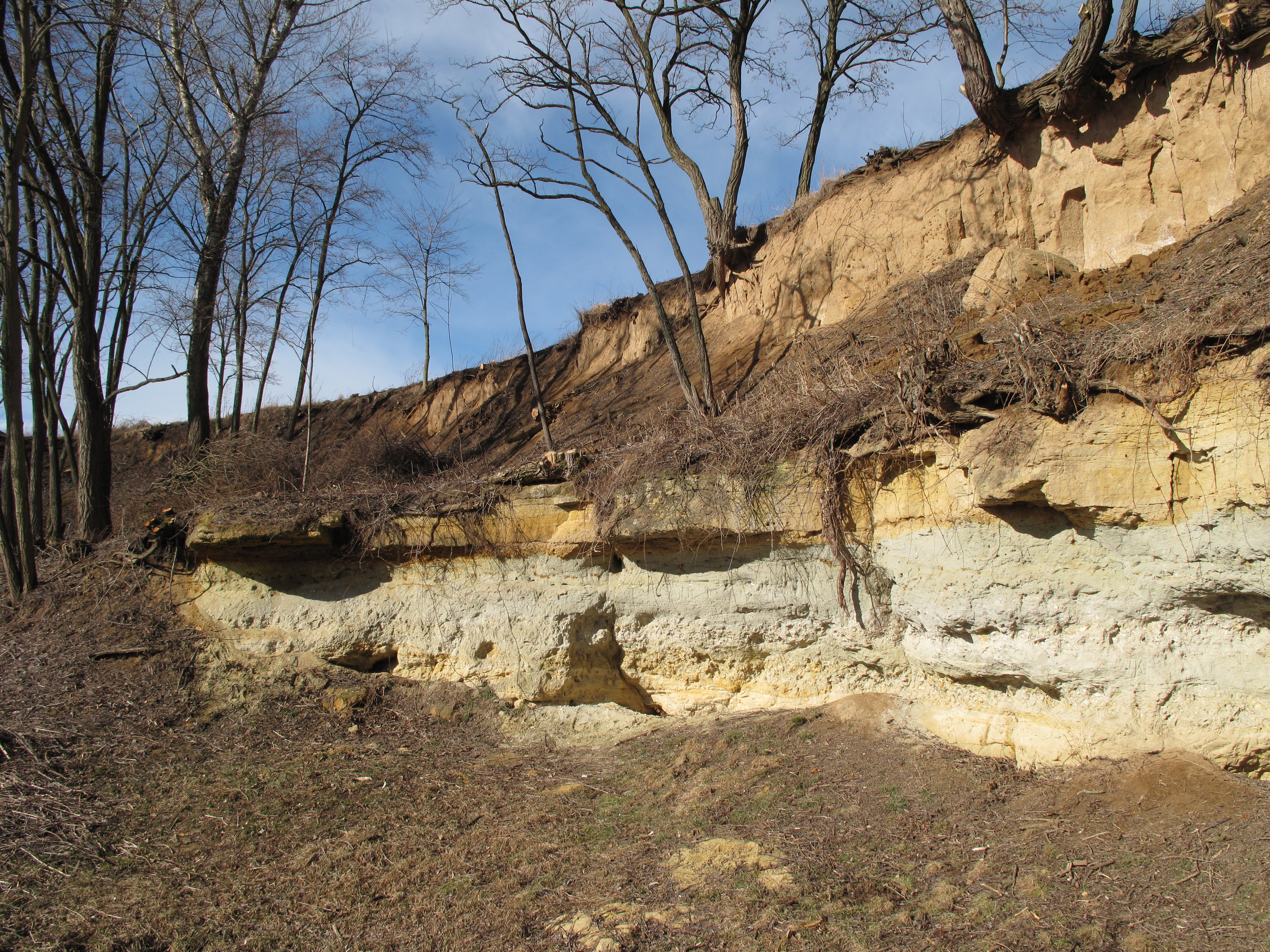
Přírodní památka Lom u Červených Peček

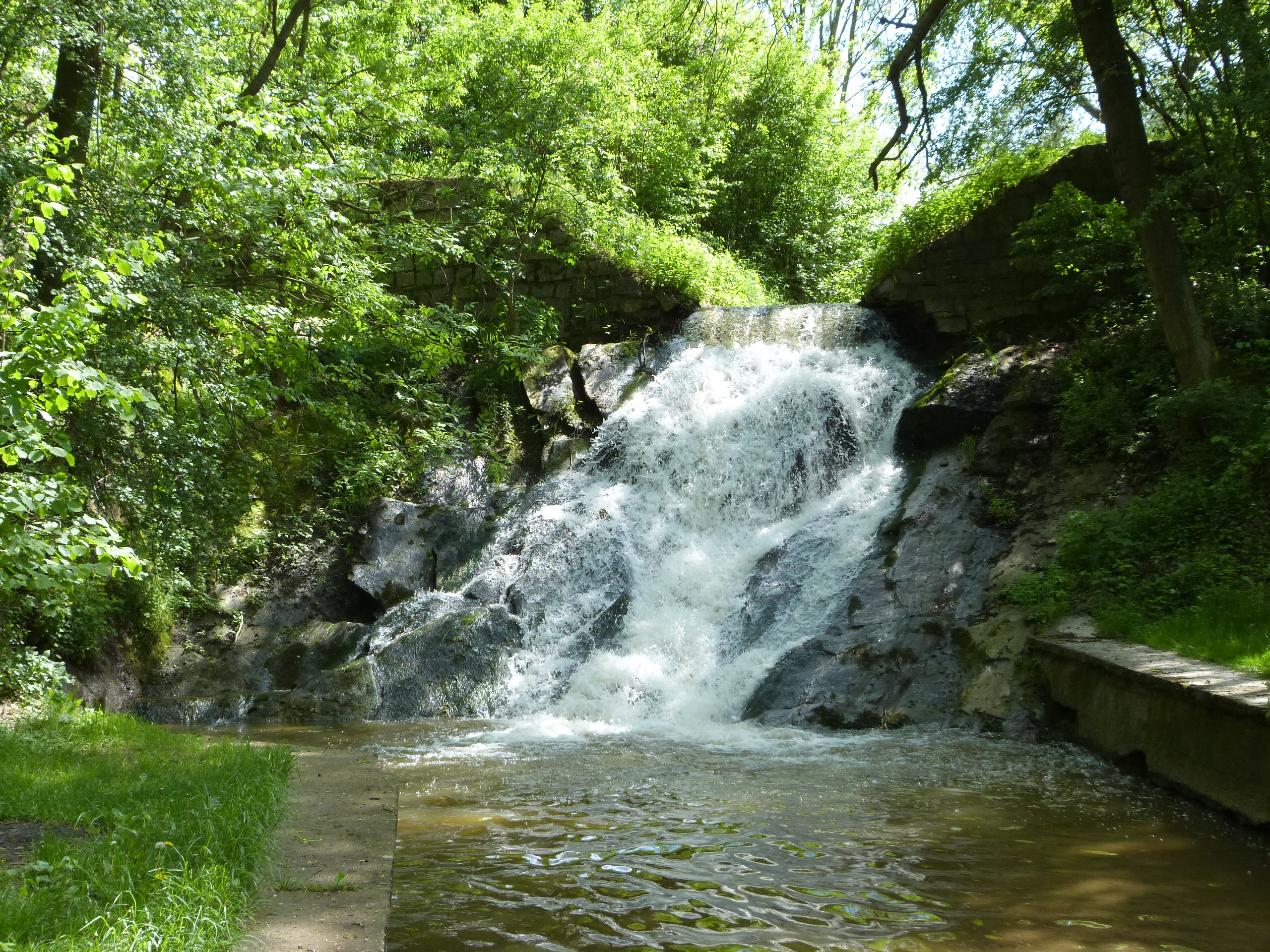
Vodopád Polepky v Polepech

Území okrsku leží zhruba mezi sídly Velim (na severozápadě), Kolín (na severovýchodě), Kutná Hora a Církvice (na jihovýchodě), Červené Pečky (na jihu) a Křečhoř (na západě). Zcela uvnitř okrsku leží větší obce Polepy a Nebovidy, větší částí sem zasahuje titulní okresní město Kolín a značnou částí další okresní město Kutná Hora.

## Geomorfologické členění
Okrsek Kolínská tabule (dle značení Jaromíra Demka VIB–3E–5) náleží do celku Středolabská tabule a podcelku Českobrodská tabule.
Podle členění Balatky a Kalvody se okrsek dále člení na podokrsky Kutlířská tabule na severozápadě a Nebovidská tabule na jihovýchodě. V tomto členění je však Kolínská tabule patrně definována jako územně menší.
Tabule sousedí s dalšími okrsky Středolabské tabule: Kouřimská tabule a Sadská rovina na severozápadě, Středolabská niva a Poděbradská rovina na severu, Labsko-klejnárská niva na východě a jihu, Ronovská tabule na jihovýchodě. Dále sousedí s celkem Hornosázavská pahorkatina na jihu a západě.

## Významné vrcholy
- Bedřichov (279 m)
- Polepský vrch (254 m)

Nejvyšším bodem okrsku je vrstevnice (295 m) na jihu, při hranici s Hornosázavskou pahorkatinou.